# Portugal op de Olympische Winterspelen 1988
Tijdens de Olympische Winterspelen van 1988, die in Calgary (Canada) werden gehouden, nam Portugal voor de tweede keer deel.

## Deelnemers en resultaten

### Bobsleeën
| Olympiër                                               | Discipline                | Resultaat | Prestatie                                                       |
| ------------------------------------------------------ | ------------------------- | --------- | --------------------------------------------------------------- |
| Antonio Reis João Poupada                              | 2-mansbob (m) Portugal I  | 34e       | 4.05,15 (+11,67) (1.00,72 / 1.01,59 / 1.01,86 / 1.00,98)        |
| Jorge Magalhães João Pires                             | 2-mansbob (m) Portugal II | dns-4     | niet gestart run 4 (1.02,85 / 1.03,18 / 1.05,19 / niet gestart) |
| Antonio Reis João Poupada João Pires Rogério Bernardes | 4-mansbob (m) Portugal I  | 25e       | 3.55,50 (+7,99) (58,42 / 59,67 / 58,28 / 59,13)                 |

Amerikaanse Maagdeneilanden · Andorra · Argentinië · Australië · België · Bolivia · Bondsrepubliek Duitsland · Bulgarije · Canada · Chili · China · Chinees Taipei · Costa Rica · Cyprus · Denemarken · Duitse Democratische Republiek · Fiji · Filipijnen · Finland · Frankrijk · Griekenland · Groot-Brittannië · Guam · Guatemala · Hongarije · IJsland · India · Italië · Jamaica · Japan · Joegoslavië · Libanon · Liechtenstein · Luxemburg · Marokko · Mexico · Monaco · Mongolië · Nederland · Nederlandse Antillen · Nieuw-Zeeland · Noord-Korea · Noorwegen · Oostenrijk · Polen · Portugal · Puerto Rico · Roemenië · San Marino · Sovjet-Unie · Spanje · Tsjecho-Slowakije · Turkije · Verenigde Staten · Zuid-Korea · Zweden · Zwitserland